# Gens Aufidia
Gli Aufidii (o Alfidii) formavano una gens plebea presente sulla scena della storia romana sin dal II secolo a.C. e salita a prominenza nella tarda Repubblica romana assurta al rango consolare e senatoriale; i cognomina tipici della gens Aufidia(Alfidia) erano Lurcone (Lurco) e Oreste (Orestes).

## Storia
Il primo rappresentante di rilievo della gens fu Gneo Aufidio Oreste, console nel 71 a.C., originariamente appartenente alla gens Aurelia con il nome di Gneo Aurelio Oreste, fu adottato da Gneo Aufidio.
Gli Aufidii Victorini, senatori, avevano una residenza a Pisaurum, dove venne rinvenuto l'Idolino di Pesaro nel 1530.
La particolarità di questo nomen sta nel fatto che si è tramandato nei secoli inalterato nell'attuale cognome Alfidi, presente in Italia in Abruzzo (più precisamente nella Marsica, uno dei maggiori luoghi di provenienza dell'antico nomen) e in alcune zone del Lazio, ma anche in zone molto circoscritte della Spagna centro-meridionale che furono a loro tempo sedi di consolati romani retti da consoli appartenenti a questa gens, e curiosamente in alcuni centri dell'Africa del Nord.

## Personalità di spicco
Si ricordano soprattutto i senatori Alfidius Sabinus, Lucius Alfidius Herennanius e Alfidius Valerius, che fu probabilmente il primo senatore di origine Marsa, oltre che valente militare. Famoso fu anche il tribuno della plebe Marco Aufidio Lurcone, che promulgò la Lex Alfidia de ambitu, con la quale venivano punite le donazioni fatte dai candidati alla plebe, obbligando il candidato che avesse dato del denaro in cambio di voti a versare una multa di 3000 sesterzi l'anno vita natural durante.
Lasciarono un importante segno nella storia di Roma anche Gaio Aufidio Marcello (senatore e console d'Asia nel 226), Gaio Aufidio Vittorino (senatore e console nel 155 e nel 183) e Marco Aufidio Frontone (console nel 199).
Aufidio Basso fu invece un grande storico dell'antica Roma, autore del famoso Bellum Germanicum. Delle sue opere si servì Tacito per gli "Annali" e la "Germania".
Forse però la rappresentante più famosa della gens fu Alfidia, figlia dello stesso Marcus Alfidius: essa infatti fu madre di Livia Drusilla e nonna dell'imperatore Tiberio. Livia Drusilla sposò in effetti dapprima Tiberio Claudio Nerone (dal quale ebbe il futuro imperatore Tiberio) e successivamente l'Imperatore Augusto.
È inoltre presumibile che anche il filosofo e maestro alchimista arabo Alfidio, menzionato in diversi trattati di alchimia nel periodo medievale, sia un discendente di un console romano appartenente alla gens in questione.
Lo storico francese Nicolas Mathieu ha dedicato un interessante approfondimento all'argomento sulla rivista Les Annales de Bretagne.